# Moosbach (Isar)
Der Moosbach ist ein rechter Zufluss der Isar in Oberbayern.

## Geographie

### Verlauf
Der Moosbach entsteht in einer sumpfigen Wiese östlich der Thanninger Weiher, die er danach durchfließt. Im weiteren Verlauf fließt er zunächst nach Westen, macht bei Egling einen Knick nach Süden und verläuft dann in einem breiten Tal bis nach Ascholding. Kurz danach mündet er nach einem weiteren Knick nach Westen in die Isar.

### Zuflüsse und Seen
Hierarchische Liste der Zuflüsse und Seen, jeweils von der Quelle zur Mündung. Auswahl.
- Durchfließt auf 647 m ü. NHN, 646 m ü. NHN und 646 m ü. NHN die drei Thanninger Weiher vor Egling-Thanning
- Oberer Holzbach, von rechts auf etwa 607 m ü. NHN bei Egling nahe der Wolfratshauser Straße
- Unterer Holzbach, von rechts auf etwa 606 m ü. NHN bei der Angermühle von Egling
- Dieterbachel, von rechts auf etwa 599 m ü. NHN bei Egling-Oberegling
- Durchfließt die Eglinger und Ascholdinger Filze
- Mooshamer Weiherbach, von links auf etwa 597 m ü. NHN an der Mangmühle von Ascholding
  - Durchfließt auf etwa 635 m ü. NHN den Mooshamer Weiher im gleichnamigen Landschaftsschutzgebiet nahe Egling-Moosham
  - Durchfließt den auf etwa 617 m ü. NHN Siegertshofer Weiher nahe Egling-Siegertshofen
  - Weiherbach, von links auf etwa 607 m ü. NHN am Ortsanfang von Ascholding
    - Durchfließt auf 622 m ü. NHN den Harmatinger Weiher
    - (Zufluss), von links im Harmatinger Weiher
      - Durchfließt auf etwa 626 m ü. NHN den Ziegelweiher
      - Durchfließt auf etwa 625 m ü. NHN den Mitterweiher

    - Schindergraben, von links im Harmatinger Weiher
- (Bach aus dem Warmen Tal), von links auf etwa 590 m ü. NHN bei der Reismühle von Ascholding